# 饶伸
饒伸（1558年—？），字廷抑、又字抑之，號三明、三章，江西南昌府進賢縣（今江西省南昌市進賢縣）人，明朝政治人物，萬曆癸未進士，官至刑部左侍郎。

## 生平
萬曆四年（1576年）丙子科江西鄉試第二十九名舉人，万历十一年（1583年）癸未科二甲十七名进士，吏部觀政，本年授工部主事。十三年养病，十六年復除本部，万历十六年（1588年），順天鄉試導致物議沸騰，大学士王锡爵之子、申時行之婿侄皆牽連其中。饶伸上疏抨擊，導致王、申等人請辭，內閣無人，神宗慰留，將饶伸下獄。给事中胡汝宁、御史林祖述等再上疏弹劾饶伸和高桂，以谄媚权贵。御史毛在又提到于孔兼，说高桂的上疏是他指使的。孔兼上疏为自己辩护乞求离职。于是皇上下诏各部门严格约束部下，不要越权沽名钓誉，而将饶伸削去名籍，将高桂贬官三级，孔兼得以免除惩罚。饶伸遭到贬斥，朝廷人士多怪罪王锡爵。王锡爵很不安，屡屡请求任用他。萬曆二十一年艾穆被起用为南京工部主事，他亦改任南京工部，次年調南吏部验封司主事。二十八年称病不出。
明熹宗即位，起用为南京光禄寺少卿。天启二年，担任南京大理寺右寺丞、南京大理寺左寺丞。天启二年，担任太常寺少卿。天启三年，任太僕寺卿。天启四年（1624年），饶伸任刑部左侍郎。魏忠贤乱政后，他请求侍养母亲回乡。
饒伸弟饒位，官工部右侍郎。兩兄弟在母親活到一百歲時，先後以侍養告歸，榮耀之至。

## 事跡

### 萬曆順天鄉試案
万历十六年（1588年），庶子黄洪宪主持顺天乡试，大学士王锡爵之子王衡名列第一，申时行女婿李鸿也预选中式。礼部主事于孔兼怀疑举人屠大壮与李鸿有私下交易。尚书朱赓、礼科都给事中苗朝阳想将此事压下。礼部郎中高桂于是质问有疑点的八人，其中牵涉到王衡，请求再考一次。王锡爵上疏申辩，与申时行一起乞求离职。万历帝一一慰留，而又听从高桂请求，命令覆試。
礼部侍郎于慎行认为屠大壮的文章极差，请将置于乙等。都御史吴时来与苗朝阳认为不可。高桂上前力争，同意于慎行的议论，排列甲乙呈上。申时行、王锡爵调动圣旨全部留下，停发高桂俸禄二个月。王衡实有才学名气，王锡爵特别恼火，再次上疏抨击高桂。饶伸于是上疏称：“张居正三子连连中举，而辅臣子弟遂成了旧例。黄洪宪更说是中举不足为重，居然让他成了第一。儿子不参加考试，则录用女婿，其他的营私舞弊的事就不乏听到。复试当天，很多人不能作文。吴时来不分优劣，掩着面孔与高桂力争，于是朦朦胧胧地拟奏请求。至于王锡爵攻击高桂的奏疏，剑拔弩张，违背君臣之体。王锡爵掌权三年，放逐贤士，任用小人。现在又花言巧语为自己私心辩护，欺君罔上，想做张居正第二。吴时来依附权贵蔑视法纪，不配做都御史，请将他们俱予罢免。” 奏疏已经呈上，王锡爵、申时行一同闭门请求免职，而许国以主持会试进了考场，内阁遂没有一个人了。
中官将奏章送到申时行家中，申原封不动地送回。皇上吃惊道：“閣中竟無人耶？”于是劝慰留下申时行等，而将饶伸下狱。

## 著作
饶伸所辑录的《学海》六百余卷，时人有“浩繁博大”之譽。

## 遺跡
今介冈村长池左侧仍存“兄弟部堂”门楼，牌匾上“兄弟部堂”四字为万历江右巡抚、都御使包见捷亲书。

## 家族
曾祖饒桂；祖饒纁；父饒汝楫。母劉氏。重庆下。兄饒廷錫（知縣）；饒崙（同科進士）；饒位（知縣）；饒任；饒儒；饒佑。弟饒傳；饒倬；饒儆。

## 延伸阅读
[在维基数据编辑]
 《明史卷二百三十》，出自《明史》